# Xanthocalanus cornifer
Xanthocalanus cornifer is een eenoogkreeftjessoort uit de familie van de Phaennidae. De wetenschappelijke naam van de soort is voor het eerst geldig gepubliceerd in 1960 door Tanaka.